# Список министров образования Германии
В данный список включены главы федерального министерства науки и образования Германии и учреждений, выполнявших соответствующие функции. Список охватывает исторический период со времён Третьего рейха, с момента учреждения должности, по настоящее время.

## Рейхсминистр науки, воспитания и народного образования Третьего рейха, 1933—1945
| Имя           | Дата вступления в должность | Дата отставки  | Партия |
| ------------- | --------------------------- | -------------- | ------ |
| Бернгард Руст | 3 мая 1933                  | 30 апреля 1945 | НСДАП  |

## Министры науки и образования Федеративной Республики Германии, 1955—1990

### Министры по атомным вопросам, 1955—1957
| Имя                | Дата вступления в должность | Дата отставки   | Партия |
| ------------------ | --------------------------- | --------------- | ------ |
| Франц Йозеф Штраус | 21 октября 1955             | 16 октября 1956 | ХСС    |
| Зигфрид Бальке     | 16 октября 1956             | 29 октября 1957 | ХСС    |

### Министр атомной энергетики и управления водными ресурсами, 1957—1961
| Имя            | Дата вступления в должность | Дата отставки  | Партия |
| -------------- | --------------------------- | -------------- | ------ |
| Зигфрид Бальке | 29 октября 1957             | 14 ноября 1961 | ХСС    |

### Министр атомной энергетики, 1961—1962
| Имя            | Дата вступления в должность | Дата отставки   | Партия |
| -------------- | --------------------------- | --------------- | ------ |
| Зигфрид Бальке | 14 ноября 1961              | 13 декабря 1962 | ХСС    |

### Министры научных исследований, 1962—1969
| Имя                  | Дата вступления в должность | Дата отставки   | Партия |
| -------------------- | --------------------------- | --------------- | ------ |
| Ганс Ленц            | 14 декабря 1962             | 17 октября 1965 | СвДП   |
| Герхард Штольтенберг | 19 октября 1965             | 19 октября 1969 | ХДС    |

### Министры образования и науки, 1969—1972
| Имя               | Дата вступления в должность | Дата отставки   | Партия |
| ----------------- | --------------------------- | --------------- | ------ |
| Ганс Лойсзинк     | 20 октября 1969             | 15 марта 1972   | —      |
| Клаус фон Донаньи | 15 марта 1972               | 15 декабря 1972 | СДПГ   |

### Министр научных исследований, технологии и почты и связи, 1972—1974
| Имя        | Дата вступления в должность | Дата отставки | Партия |
| ---------- | --------------------------- | ------------- | ------ |
| Хорст Эмке | 15 декабря 1972             | 16 мая 1974   | СДПГ   |

### Министры научных исследований и технологии, 1974—1990
| Имя               | Дата вступления в должность | Дата отставки   | Партия |
| ----------------- | --------------------------- | --------------- | ------ |
| Ганс Маттхёфер    | 16 мая 1974                 | 16 февраля 1978 | СДПГ   |
| Фолькер Хауфф     | 16 февраля 1978             | 4 ноября 1980   | СДПГ   |
| Андреас фон Бюлов | 4 ноября 1980               | 4 октября 1982  | СДПГ   |
| Хайнц Ризенхубер  | 4 октября 1982              | 2 октября 1990  | ХДС    |

### Министры образования и науки, 1974—1990
| Имя            | Дата вступления в должность | Дата отставки   | Партия |
| -------------- | --------------------------- | --------------- | ------ |
| Гельмут Роде   | 16 мая 1974                 | 16 февраля 1978 | СДПГ   |
| Юрген Шмуде    | 16 февраля 1978             | 28 января 1981  | СДПГ   |
| Бьёрн Энгхольм | 28 января 1981              | 4 октября 1982  | СДПГ   |
| Доротея Вильмс | 4 октября 1982              | 18 февраля 1987 | ХДС    |
| Юрген Мёллеман | 18 февраля 1987             | 2 октября 1990  | СвДП   |

## Министры образования и научных исследований Германской Демократической Республики, 1949—1990

### Министры народного образования ГДР, 1949—1989
| Имя                | Дата вступления в должность | Дата отставки | Партия    |
| ------------------ | --------------------------- | ------------- | --------- |
| Пауль Вандель      | 1949                        | 1952          | СЕПГ      |
| Элизабет Цайссер   | 1952                        | 1954          | СЕПГ      |
| Фриц Ланге         | 1954                        | 1958          | СЕПГ      |
| Альфред Лемниц     | 1958                        | 1963          | СЕПГ      |
| Маргот Хонеккер    | 1963                        | 1989          | СЕПГ      |
| Гюнтер Фукс (и. о) | 1989                        | 1989          | СЕПГ      |
| Ханс-Хайнц Эмонс   | 1989                        | 1990          | СЕПГ      |
| Ганс-Йоахим Майер  | 1990                        | 1990          | ХДС в ГДР |

Замечание: Также функции, за которые сегодня отвечает министерство образования и научных исследований, в ГДР выполняли нижеследующие учреждения.

### Министры культуры ГДР, 1952—1990
| Имя                | Дата вступления в должность | Дата отставки | Партия    |
| ------------------ | --------------------------- | ------------- | --------- |
| Иоганнес Бехер     | 1952                        | 1958          | СЕПГ      |
| Александр Абуш     | 1958                        | 1961          | СЕПГ      |
| Ганс Бентцин       | 1961                        | 1966          | СЕПГ      |
| Клаус Гизи         | 1966                        | 1973          | СЕПГ      |
| Ханс-Йоахим Хофман | 1973                        | 1989          | СЕПГ      |
| Дитмар Келлер      | 1989                        | 1990          | СЕПГ      |
| Герберт Ширмер     | 1990                        | 1990          | ХДС в ГДР |

### Министры высшего и высшего специального образования ГДР, 1967—1989
| Имя                 | Дата вступления в должность | Дата отставки | Партия |
| ------------------- | --------------------------- | ------------- | ------ |
| Эрнст-Йоахим Гисман | 1967                        | 1970          | СЕПГ   |
| Ганс-Йоахим Бёме    | 1970                        | 1989          | СЕПГ   |

### Министры науки и техники ГДР, 1967—1990
| Имя               | Дата вступления в должность | Дата отставки | Партия |
| ----------------- | --------------------------- | ------------- | ------ |
| Гюнтер Прей       | 1967                        | 1974          | СЕПГ   |
| Герберт Вайц      | 1974                        | 1989          | СЕПГ   |
| Петер-Клаус Будиг | 1989                        | 1990          | ЛДПГ   |
| Франк Терпе       | 1990                        | 1990          | СДПГ   |
| Ханс-Йоахим Майер | 1990                        | 1990          | ХДС    |

## Министры науки и образования Федеративной Республики Германия, 1990 —н.в.

### Министры научных исследований и технологии, 1990—1994
| Имя              | Дата вступления в должность | Дата отставки  | Партия |
| ---------------- | --------------------------- | -------------- | ------ |
| Хайнц Ризенхубер | 2 октября 1990              | 21 января 1993 | ХДС    |
| Маттиас Виссман  | 21 января 1993              | 13 мая 1993    | ХДС    |
| Пауль Крюгер     | 13 мая 1993                 | 10 ноября 1994 | ХДС    |

### Министры образования и науки, 1990—1994
| Имя              | Дата вступления в должность | Дата отставки   | Партия |
| ---------------- | --------------------------- | --------------- | ------ |
| Юрген Мёллеман   | 2 октября 1990              | 20 декабря 1990 | СвДП   |
| Райнер Ортлеб    | 20 декабря 1990             | 4 октября 1994  | СвДП   |
| Карл-Ханс Лерман | 4 октября 1994              | 10 ноября 1994  | СвДП   |

Замечание: В 1994 министерство образования и науки и министерство научных исследований и технологии слились в одно ведомство.

### Министр образования, науки, научных исследований и технологии, 1994—1998
| Имя            | Дата вступления в должность | Дата отставки   | Партия |
| -------------- | --------------------------- | --------------- | ------ |
| Юрген Рюттгерс | 10 ноября 1994              | 26 октября 1998 | ХДС    |

### Министры образования и научных исследований, 1998 —н.в.
| Имя                     | Дата вступления в должность | Дата отставки   | Партия          |
| ----------------------- | --------------------------- | --------------- | --------------- |
| Эдельгард Бульман       | 26 октября 1998             | 18 октября 2005 | СДПГ            |
| Аннетте Шаван           | 18 октября 2005             | 9 февраля 2013  | ХДС             |
| Йоханна Ванка           | 14 февраля 2013             | 14 марта 2018   | ХДС             |
| Аня Карличек            | 14 марта 2018               | 8 декабря 2021  | ХДС             |
| Беттина Штарк-Ватцингер | 8 декабря 2021              | 7 ноября 2024   | СвДП            |
| Джем Оздемир (и. о.)    | 7 ноября 2024               | в должности     | Союз 90/Зелёные |